# Comissari Europeu d'Ampliació i Política Europea de Veïnatge
El Comissari Europeu d'Ampliació i Política Europea de Veïnatge és un membre de la Comissió Europea responsable de l'Ampliació de la Unió Europea.
L'actual comissari responsable d'aquesta àrea és l'austríac Johannes Hahn.

## Orígens
La cartera del Comissari Europeu d'Ampliació fou creada l'any 1967 en la Comissió Rey, sent el comissari titular d'aquesta cartera l'iniciador de les primers converses d'ampliació de la UE amb el Regne Unit, Irlanda, Dinamarca i Noruega. Vacant entre 1970 i 1977, i altra vegada entre 1989 i 1993, actualment s'està en converses amb Turquia, Croàcia, Macedònia del Nord, Islàndia, Albània, Montenegro, Bòsnia i Hercegovina i Sèrbia per la seva possible entrada a la UE.

## Llista de Comissaris d'Ampliació
| Comissió                                                     | Inici                  | Finalització       | Nom           | País     | Partit |
| Rey                                                          |                        |                    |               |          |        |
| ------------------------------------------------------------ | ---------------------- | ------------------ | ------------- | -------- | ------ |
| Rey                                                          | 2 de juliol de 1967    | 30 de juny de 1970 | Jean Deniau   | França   | UDF    |
| Malfatti                                                     |                        |                    |               |          |        |
| 1 de juliol de 1970                                          | 21 de març de 1972     | vacant             |               |          |        |
| Mansholt                                                     |                        |                    |               |          |        |
| 22 de març de 1972                                           | 5 de gener de 1973     | vacant             |               |          |        |
| Ortoli                                                       |                        |                    |               |          |        |
| 6 de gener de 1973                                           | 5 de gener de 1977     | vacant             |               |          |        |
| Jenkins                                                      |                        |                    |               |          |        |
| 6 de gener de 1977                                           | 5 de gener de 1981     | Lorenzo Natali     | Itàlia        | DCI      |        |
| Thorn                                                        |                        |                    |               |          |        |
| 6 de gener de 1981                                           | 5 de gener de 1985     | Lorenzo Natali     | Itàlia        | DCI      |        |
| Delors I                                                     |                        |                    |               |          |        |
| 6 de gener de 1985                                           | 5 de gener de 1989     | Lorenzo Natali     | Itàlia        | DCI      |        |
| Delors II                                                    |                        |                    |               |          |        |
| 6 de gener de 1989                                           | 5 de gener de 1993     | vacant             |               |          |        |
| Delors III                                                   |                        |                    |               |          |        |
| 6 de gener de 1993                                           | 22 de gener de 1995    | Hans van Broek     | Països Baixos | CDA      |        |
| Santer                                                       |                        |                    |               |          |        |
| 23 de gener de 1995                                          | 15 de març de 1999     | Hans van Broek     | Països Baixos | CDA      |        |
| Marín                                                        |                        |                    |               |          |        |
| 16 de març de 1999                                           | 15 de setembre de 1999 | Hans van Broek     | Països Baixos | CDA      |        |
| Prodi                                                        |                        |                    |               |          |        |
| 16 de setembre de 1999                                       | 21 de novembre de 2004 | Günter Verheugen   | Alemanya      | SPD      |        |
| 1 de maig de 2004                                            | 21 de novembre de 2004 | Janez Potočnik     | Eslovènia     | ind.     |        |
| Barroso I                                                    |                        |                    |               |          |        |
| 22 de novembre de 2004                                       | 9 de febrer de 2010    | Olli Rehn          | Finlàndia     | Keskusta |        |
| Comissari Europeu d'Ampliació i Política Europea de Veïnatge |                        |                    |               |          |        |
| Barroso II                                                   |                        |                    |               |          |        |
| 9 de febrer de 2010                                          | 1 de novembre de 2014  | Štefan Füle        | Txèquia       | ČSSD     |        |
| Juncker                                                      |                        |                    |               |          |        |
| 1 de novembre de 2014                                        | actualitat             | Johannes Hahn      | Àustria       | ÖVP      |        |